# تشارلز ماثيوز (لاعب كرة قاعدة)
تشارلز ماثيوز (بالإنجليزية: Charles Matthews)‏ هو لاعب كرة قاعدة أمريكي، ولد في 11 مارس 1863 في كامدن في الولايات المتحدة، وتوفي في 26 ديسمبر 1926.

## وصلات خارجية
- تشارلز ماثيوز على موقعبيزبول رفرنس.كوم (الدوري الرئيسي) (الإنجليزية)
- تشارلز ماثيوز على موقعبيزبول رفرنس.كوم (الدوري الثانوي) (الإنجليزية)